# Інхеніо
Інхеніо (ісп. Ingenio) — муніципалітет в Іспанії, у складі автономної спільноти Канарські острови, у провінції Лас-Пальмас, на острові Гран-Канарія. Населення — 29 640 осіб (2010).
Муніципалітет розташований на відстані близько 1760 км на південний захід від Мадрида, 23 км на південь від міста Лас-Пальмас-де-Гран-Канарія.
На території муніципалітету розташовані такі населені пункти: (дані про населення за 2010 рік)
- Каррісаль: 12429 осіб
- Інхеніо: 13532 особи
- Агуатона: 496 осіб
- Барранко-де-Гуаядеке: 72 особи
- Ель-Бурреро: 1173 особи
- Ель-Карріон: 475 осіб
- Ломо-дель-Оспіталь: 46 осіб
- Марфу: 220 осіб
- Лас-Мехіас: 657 осіб
- Мондрагон: 99 осіб
- Лос-Моріскос: 20 осіб
- Пасаділья-Роке: 159 осіб
- Лас-Пунтільяс: 262 особи

## Демографія
Динаміка населення (INE ):

## Галерея зображень

Розташування муніципалітету на острові Гран-Канарія
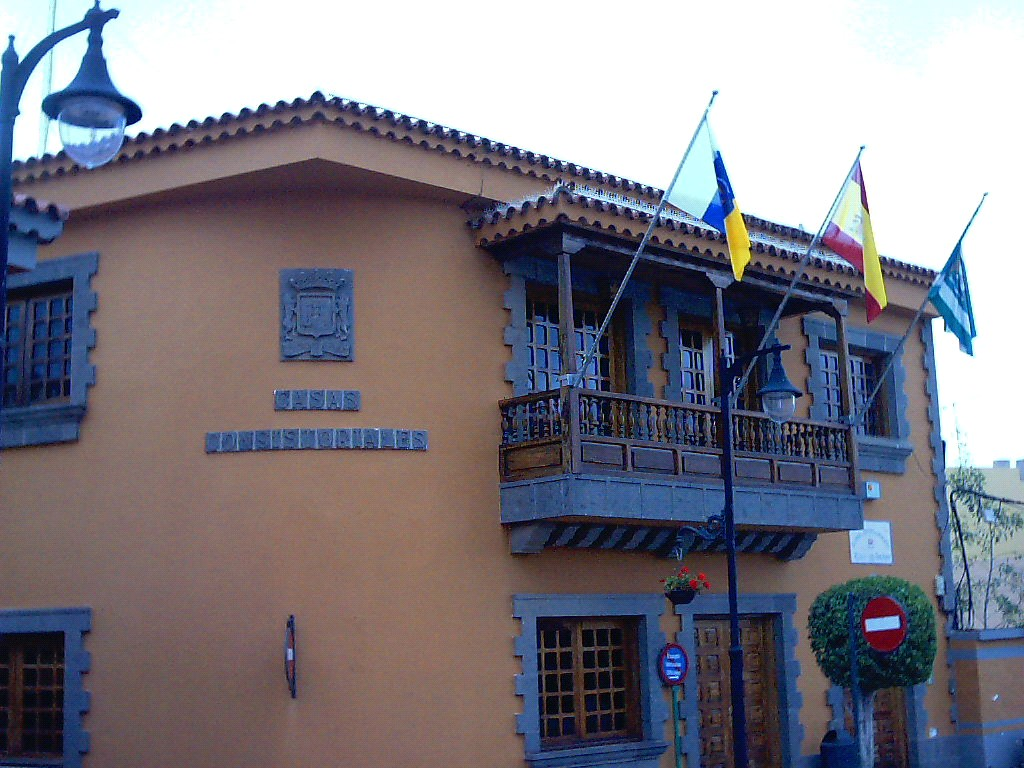
Муніципальна рада